# Phidiana militaris
Phidiana militaris is een slakkensoort uit de familie van de Facelinidae. De wetenschappelijke naam van de soort is voor het eerst geldig gepubliceerd in 1864 door Alder & Hancock.